# أوتوغيزوشي

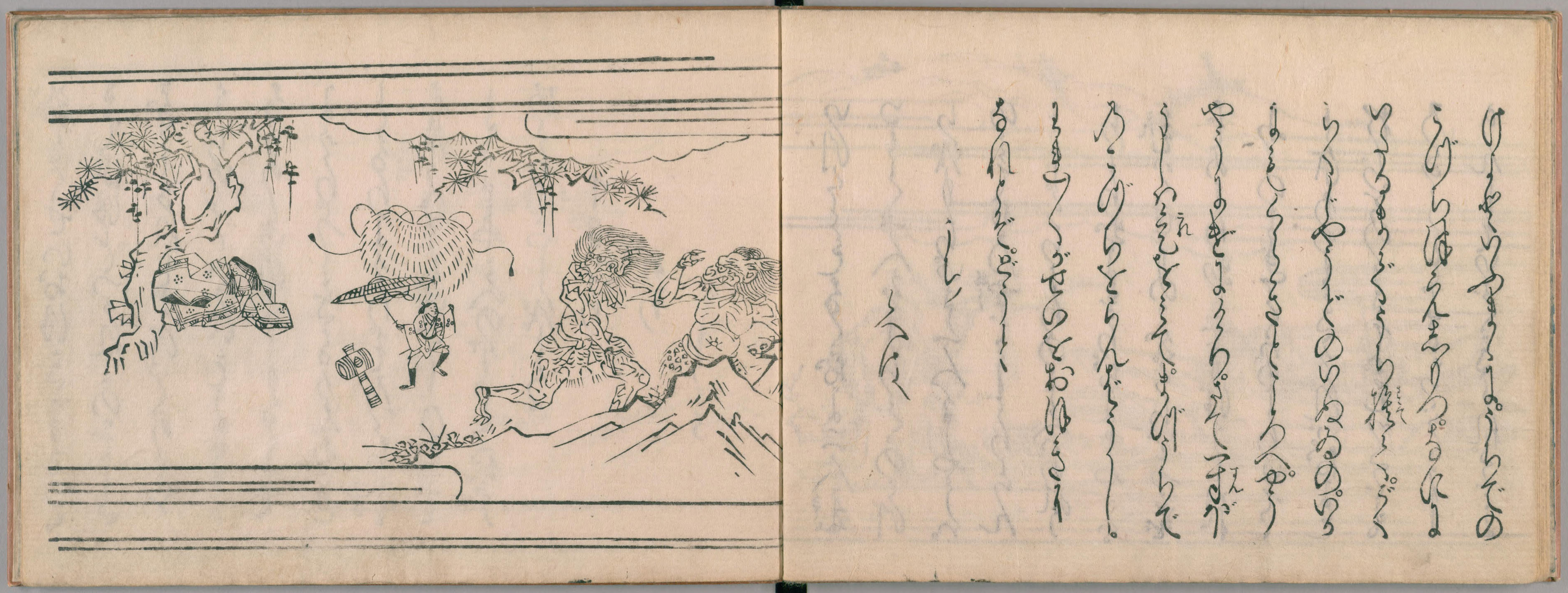
رسم من أوتوغيزوشي نشرت في عام 1725.

أوتوغيزوشي (باليابانية:御伽草子) هي مجموعة مؤلفة من حوالي 350 قصيدة نثرية يابانية جمعت بشكل رئيسي في فترة موروماتشي (1392-1573). تشكل هذه القصص المصورة التي لا زال مؤلفوا معظمها مجهولي الهوية واحدة من أهم معالم الأدب الياباني في العصور الوسطى.
بوابة